# Nikola Pejic
Nikola Pejic (ur. 7 kwietnia 1986) – australijski judoka.
Uczestnik mistrzostw świata w 2010 i 2011. Startował w Pucharze Świata w 2009 i 2010. Brązowy medalista mistrzostw Oceanii w 2010 i 2011. Srebrny medalista mistrzostw Wspólnoty Narodów w 2010. Wicemistrz Australii w 2009, 2010 i 2011 roku.